# 細動脈
細動脈（さいどうみゃく、英語: arteriole, arteriola）は、直径100~200μｍ程度の細い動脈で、動脈から毛細血管に至る直前に存在する血管。微小循環系を形作る血管の一つとされており、抵抗血管とも呼ばれ、全身の血圧の維持と関係がある。高血圧症が持続すると、細動脈ははじめは機能的に、次に器質的に狭窄してくる。